# 伊冯·杜伊
伊冯·杜伊（法語：Yvon Douis，1935年5月16日—2021年1月28日），法国足球运动员，司职前锋。

## 生平
1935年生于莱桑德利，在埃夫勒度过童年时代。曾先后效力里尔（1953年－1959年），勒阿弗尔（1959年－1961年），摩纳哥（1961年－1967年），戛纳（1967年－1969年）等球队。1957年至1965年，他曾代表法国国家队出场20次，打入4球。1958年在世界杯帮助法国队获得季军，首次登上国际赛事的领奖台。1970年退役后在尼斯定居。
2021年1月28日因2019冠状病毒病逝世。